# Potomac (rivier)
De Potomac in het oosten van de Verenigde Staten van Amerika stroomt in de Chesapeake Bay. De rivier is ongeveer 665 km lang met een stroomgebied van 38.000 km². Het is de op drie na grootste rivier aan de Atlantische kust en de 21ste rivier in de Verenigde Staten. In het stroomgebied van de Potomac wonen zo'n 5 miljoen mensen.
De Potomac vormt de zuidelijke grens van de staat Maryland en Washington D.C. op de linkeroever en West Virginia en Virginia op de rechteroever. De rivier ontstaat door het samengaan van de North Branch Potomac en de South Branch Potomac. De North Branch ontstaat bij Fairfax Stone in de staat West Virginia daar waar de counties Grant County, Tucker County en Preston County aan elkaar grenzen. De South Branch ontstaat bij Hightown in de county Highland, in de staat Virginia. De twee rivieren komen bij elkaar ten oosten van Green Spring in de county Hampshire, West Virginia, waar ze de Potomac vormen.
De belangrijkste stad aan deze rivier is Washington.
In volgorde van bovenstrooms naar benedenstrooms
- Bibliothèque nationale de France: cb16245457f (data)
- Gemeinsame Normdatei: 4233436-6
- Library of Congress Control Number: sh85105689
- National Archives and Records Administration: 10043577
- Nationale Bibliotheek van Tsjechië: ge134438
- Nationale Bibliotheek van Israël: 987007529484605171
- Système universitaire de documentation: 087413183
- Virtual International Authority File: 315129144
- WorldCat: E39PBJwd9JbFPkchbMgJ7XGvHC